# Quatremare
Quatremare település Franciaországban, Eure megyében. Lakosainak száma 440 fő (2022. január 1.). Quatremare Canappeville, Crasville, Le Mesnil-Jourdain, Venon és Surville községekkel határos.

## Népesség
A település népességének változása:
| Lakosok száma | 288  | 297  | 311  | 377  | 405  | 403  | 418  | 435  | 437  | 440  |
|               | 1968 | 1982 | 1990 | 2006 | 2013 | 2015 | 2017 | 2019 | 2020 | 2022 |